# GoFundMe
GoFundMe é uma plataforma americana de crowdfunding com fins lucrativos que permite que as pessoas arrecadem dinheiro para eventos que vão desde eventos da vida, como celebrações e formaturas, até circunstâncias desafiadoras, como acidentes e doenças. De 2010 até o início de 2020, mais de 9 bilhões de dólares  foram arrecadados na plataforma, com contribuições de mais de 120 milhões de doadores.

## História
A empresa foi fundada em maio de 2010 por Brad Damphousse e Andrew Ballester. Ambos haviam fundado anteriormente o Paygr, um site dedicado a permitir que os membros vendessem seus serviços ao público. Damphousse e Ballester criaram o site originalmente com o nome "CreateAFund" em 2008, mas depois mudaram o nome para GoFundMe após fazer várias atualizações nos recursos do site. O site foi criado com base na API do PayPal. O GoFundMe foi fundado em San Diego, Califórnia.

Em março de 2017, o GoFundMe se tornou a maior plataforma de crowdfunding, responsável por arrecadar mais de 3 bilhões de dólares desde sua estreia em 2010. A empresa recebe mais de 140 milhões de dólares em doações por mês e faturou 100 milhões de dólares em 2016. Em junho de 2015, foi anunciado que Damphousse e Ballester haviam concordado em vender uma participação majoritária na GoFundMe para a Accel Partners e a Technology Crossover Ventures. Damphousse e Ballester se afastaram da supervisão cotidiana da empresa. O negócio avaliou a GoFundMe em cerca de US$ 600 milhões. Em janeiro de 2017, a GoFundMe adquiriu a CrowdRise. O CEO da GoFundMe é Tim Cadogan. Ballester permanece na diretoria e detém uma participação não revelada na empresa.

## Ligações Externas
- Sítio Oficial